# Ernest Frederic al II-lea, Duce de Saxa-Hildburghausen
Ernst Frederic al II-lea, Duce de Saxa-Hildburghausen (17 decembrie 1707 – 13 august 1745), a fost Duce de Saxa-Hildburghausen.

## Biografie
A fost al treilea fiu, însă doar primul fiu care a atins vârsta adultă, al lui Ernest Frederick I, Duce de Saxa-Hildburghausen și a Contesei Sofia Albertine de Erbach-Erbach. În 1724, la vârsta de 17 ani, i-a succedat tatălui său ca Duce de Saxa-Hildburghausen. Din cauza vârstei, mama sa a acționat ca regentă până când el a devenit major, patru ani mai târziu.
La Fürstenau, la 19 iunie 1726, Ernst Frederic s-a căsătorit cu Caroline de Erbach-Fürstenau (d. iulie 1745). Ei au avut patru copii:
1. Ernst Frederic al III-lea Karl, Duce de Saxa-Hildburghausen (n. 10 iunie 1727, Königsberg – d. 23 septembrie 1780, Seidingstadt).
2. Frederic August Albrecht (n. 8 august 1728, Hildburghausen – d. 14 iunie 1735, Hildburghausen).
3. Frederic Wilhelm Eugen (n. 8 octombrie 1730, Hildburghausen – d. 4 decembrie 1795, Öhringen); s-a căsătorit la 13 martie 1778 cu nepoata sa Caroline de Saxa-Hildburghausen (fiica lui Ernst Frederic al III-lea). Nu au avut copii.
4. Sofia Amalia Caroline (n. 21 iulie 1732, Hildburghausen – d. 19 iunie 1799, Öhringen); s-a căsătorit în 1749 cu Ludwig de Hohenlohe-Neuenstein-Öhringen.

1. ↑  Find a Grave, accesat în 28 noiembrie 2024